# Старикам тут не место (фильм)
«Старикам тут не место» (англ. No Country for Old Men) — драматический триллер братьев Коэнов по одноимённому роману Кормака Маккарти. Главные роли исполняют Томми Ли Джонс, Хавьер Бардем и Джош Бролин.
Из 8 номинаций на «Оскар» 2008 г. фильм получил четыре награды Киноакадемии в категориях: лучший фильм, лучшая мужская роль второго плана, лучшая режиссура и лучший адаптированный сценарий. Фильм также получил множество одобрительных рецензий от кинокритиков и зрителей, которые посчитали данный фильм «возвращением» братьев Коэнов. В списке, составленном Ассоциацией кинокритиков Лос-Анджелеса с целью выявить десять лучших фильмов первого десятилетия XXI века, фильм «Старикам тут не место» занял пятое место (поделив его с фильмом «Зодиак»).

## Сюжет
Пустынные и дикие пейзажи округа Террелл западного Техаса в июне 1980 года. За кадром шериф Эд Том Белл (Томми Ли Джонс) рассказывает о происходящих переменах: преступность в регионе растёт, а сами преступники становятся всё более жестокими и бесчеловечными. Эта тема будет сквозной для пожилого человека на протяжении всего фильма.
Сварщик Льюэллин Мосс (Джош Бролин), ветеран Вьетнамской войны, охотясь на антилоп у Рио-Гранде, обнаруживает в пустыне пикапы и трупы — последствия закончившейся перестрелкой встречи наркоторговцев. Один ещё не умер и умоляет охотника дать ему напиться, но воды у того нет, и, поразмыслив, Мосс пускается вслед «последнему выжившему», вскоре найдя его мёртвым с пулей в животе и с двумя миллионами долларов в чемодане.
Без долгих раздумий забрав деньги, но так и не сумев к ночи заснуть от угрызений совести, Льюэллин едет обратно с водой. Однако тот раненый уже добит кем-то выстрелом в голову, а Мосса замечают вскоре подъехавшие туда же мексиканские бандиты. Он с трудом уходит от огня преследователей, но по брошенному автомобилю его быстро вычисляет шериф Белл, а до него — хладнокровный безжалостный киллер Антон Чигур (Хавьер Бардем), нанятый с американской стороны. Осмотрев вместе с двумя гангстерами место недавних событий, Чигур получает от них пеленгатор радиосигнала оставшегося в чемодане «жучка», после чего тут же убивает обоих.
Мосс тем временем из соображений безопасности отправляет свою жену Карлу Джин (Келли Макдональд) к её матери в техасскую Одессу, а сам скрывается в мотеле за городом, спрятав чемодан с деньгами в коробе вентиляции. Осмотревший его трейлер Чигур находит телефонные счета и принимается колесить по окрестностям, пытаясь запеленговать маячок. В этом его успевают опередить трое мексиканцев, также нанятых для поиска пропавших миллионов. Мосс, впрочем, чувствует неладное и не возвращается к себе, сняв смежный номер. Он успевает забрать деньги, покуда с засевшими в засаде расправляется Чигур.
Остановившись в отеле неподалёку от мексиканской границы, Мосс наконец догадывается о «жучке» в чемодане как раз перед новым появлением Антона. Перестрелка на ночных улицах заканчивается смертью случайно проезжающего мимо водителя и серьёзными ранениями для обоих стрелков. Ушедший с деньгами Мосс решает на время спрятать чемодан в высокой траве у пограничного перехода и уйти в Мексику лечиться. Чигур обрабатывает свои раны сам, пользуясь крадеными в аптеке медикаментами.
В больнице к прооперированному Моссу является Карсон Уэллс (Вуди Харрельсон) — опытный наёмник, которому поручено остановить уже самого «съехавшего с катушек» Чигура. Он безуспешно пытается уговорить Льюэллина вернуть миллионы в обмен на защиту от киллера. Позже Мосс меняет решение, однако на его звонок Карсону отвечает уже успевший устранить Уэллса Чигур. Он говорит, что убьёт жену Мосса, если не получит деньги, и его самого в любом случае, но ветеран Вьетнама не соглашается на такое предложение.
Белл находит Карлу, и та неохотно соглашается принять помощь шерифа. Поправившийся сварщик возвращается в Америку с деньгами и договаривается с женой о встрече в Эль-Пасо. Белл отправляется туда, но из-за болтливости недалёкой матери Карлы раньше него до Мосса добираются мексиканские бандиты. И убивают Льюэллина. Появившийся Белл замечает вскрытую решётку... Шериф уходит и позже решает подать в отставку. 
Спустя некоторое время Чигур проникает в дом Карлы Джин, которая только что вернулась с похорон умершей от рака матери, и рассказывает ей о данном Льюэллину на её счёт обещании. Та говорит, что денег у неё уже давно нет. Он предлагает подавленной женщине решить свою судьбу подброшенной монеткой, но та отказывается, говоря, что решение в любом случае примет он. Антон сообщает, что его мнение и «мнение» монетки совпали. Покинув дом, киллер внимательно осматривает подошвы на наличие следов крови.
Недалеко отъехав от дома Карлы Джин, Чигур попадает в аварию, в которой получает открытый перелом предплечья. Он подвязывает руку рубашкой, купленной у подъехавших на велосипедах подростков, и уходит прочь. В финальной сцене фильма Белл, вышедший в отставку, рассказывает своей жене о двух снах. В первом он потерял деньги, которые ему дал отец. Во втором он ехал верхом через снежный горный перевал, и отец молча мимо проскакал вперёд в темноту и холод, чтобы развести там костёр и ждать Белла. В отличие от отца и деда, погибших при исполнении служебных обязанностей, ему удалось дожить до пенсии.

## В ролях
| Актёр            | Роль                       |
| ---------------- | -------------------------- |
| Томми Ли Джонс   | шериф Эд Том Белл          |
| Хавьер Бардем    | Антон Чигур                |
| Джош Бролин      | Льюэллин Мосс              |
| Вуди Харрельсон  | Карсон Уэллс               |
| Келли Макдональд | Карла Джин Мосс            |
| Гаррет Диллахант | Уэндэл                     |
| Тесс Харпер      | Лоретта Белл               |
| Барри Корбин     | Эллис                      |
| Стивен Рут       | человек, заказавший Чигура |
| Бет Грант        | Агнес Красик               |

## Создание

### Сценарий
Продюсер Скотт Рудин купил права на экранизацию романа Кормака Маккарти и предложил братьям Коэнам адаптировать его под сценарий. Коэны в это время работали над адаптацией романа «Белое море» писателя Джеймса Дикки. К августу 2005 года Коэны согласились написать сценарий и выступить режиссёрами адаптации романа «Старикам тут не место». Эта книга стала вторым романом Маккарти адаптированным для киноэкрана после «Кони, кони», по которому в 2000 году был снят фильм «Неукротимые сердца». По словам Джоэля Коэна, ему с братом понравился нестандартный подход автора, который избежал традиционной для жанра концовки, когда все расставляется по местам.
По сравнению со своими предыдущими фильмами, Коэны старались держаться близко к литературной основе, сохранив не только дух, но и букву романа — большинство диалогов и монологов в фильме, в частности, финальная речь шерифа Белла, повторяют слово в слово книжные диалоги и монологи. Тем не менее, девушка-подросток, убежавшая из дома, которая появляется во второй половине книги, в сценарий включена не была. Также туда не попали некоторые элементы предыстории, о которых в романе говорит шериф Белл. Была изменена и реакция Карлы Джин при встрече с Чигуром. Келли Макдональд, исполнительница роли Карлы Джин, объяснила это так: «Она как бы полностью расклеивается. В фильме же она через столько прошла и ей больше нечего терять. Она просто спокойно это принимает».

### Съёмки
Съёмочный период длился с 23 мая по 16 августа 2006 года. Действие происходит в Техасе, но по финансовым соображениям фильм снимался в Лас-Вегасе, штат Нью-Мексико. Тем не менее, по настоянию Томми Ли Джонса, братья Коэны сняли несколько сцен на западе Техаса. Фильм снимался одновременно с «Нефтью» Пола Томаса Андерсона, и съёмочные площадки находились недалеко друг от друга, на расстоянии двух холмов. Однажды Коэнам пришлось прервать съёмки, потому что со съёмочной площадки «Нефти» валил густой дым, попадавший в кадр.
От роли Льюэллина Мосса отказался Хит Леджер. Пол Уокер активно претендовал на роль Мосса. По его словам, он всегда хотел сняться у братьев Коэнов. В «Старикам тут не место» Пол даже прошёл кастинг. Но братья предпочли Хита Леджера, после отказа которого роль перешла к Джошу Бролину. Братья Коэны сначала отказали и тому в пробах на фильм. Поэтому Бролин попросил Роберта Родригеса помочь ему записать пробы на роль. Его пробы снимались на камеру стоимостью 950 000$, камерой управлял Роберт Родригеc, съёмками руководил Квентин Тарантино.
Необычное орудие убийства, которым пользуется Антон Чигур, — пневматический пистолет с выдвигающимся ударным стержнем. Применяется на скотобойнях для оглушения животного перед забоем. В фильме для озвучивания срабатывания пистолета использовалась запись выстрела из пневматического строительного гвоздомёта.
В фильме отсутствует саундтрек как таковой. Вклад Картера Бёруэлла, главного композитора многих фильмов Коэнов, был в низком уровне окружающего шума. Саунд-дизайн весь приглушен.
Вся цветовая палитра наполнена пыльно-коричневыми и ржаво-металлически-серыми цветами оружейного металла. Художник-постановщик Джесс Гончор был вдохновлен абстрактными полотнами Марка Ротко с их горизонтальными линиями и обилием негативного пространства.  
Камера Роджера Дикинса в фильме по большей части неподвижна. Съемки природы в этом фильме —  главный спецэффект.   
Город Одесса, в который по сюжету бежит Карла Джейн Мосс, — небольшой городок с населением 90 тыс. жителей на юге США (штат Техас).
В сентябре 2008 года Томми Ли Джонс заявил, что собирается подать иск в суд на кинокомпанию Парамаунт Пикчерз на сумму в 10 миллионов долларов. Актёр обвинил компанию в том, что ему не выплатили всю сумму гонорара за роль в фильме. Дело было улажено в апреле 2010 года, когда компания была вынуждена выплатить Томми Ли Джонсу премию 17,5 млн долларов из кассовых сборов после решения, что договор с ним был неправильно составлен юристами студии, которые возместили Paramount 2,6 миллиона долларов за эту ошибку.

### Название
Название роману и фильму дала первая строка стихотворения ирландского поэта Уильяма Батлера Йейтса «Плавание в Византий»: «Нет, не для старых этот край…» (перевод Г. Кружкова) / «Здесь места дряхлым нет» (перевод Е. Витковского).